# The Popular Duke Ellington
The Popular Duke Ellington is een studioalbum van de Amerikaanse pianist, componist en bandleider Duke Ellington, met veel nummers die bekend zijn van zijn orkest. De plaat werd opgenomen in 1966 en kwam in 1967 uit op het label RCA.

## Ontvangst
Op Allmusic gaf Scott Yanow het album drie sterren. Omdat de songs maar al te bekend zijn "...komen er weinig verrassingen voor. Maar Ellington-fans zullen deze goed gespeelde muziek waarderen."

## Tracks
Alle composities door Duke Ellington, tenzij anders aangegeven
1. "Take the "A" Train" (Billy Strayhorn) - 4:40
2. "I Got It Bad (and That Ain't Good)" (Ellington, Paul Francis Webster) - 2:36
3. "Perdido" (Juan Tizol) - 3:14
4. "Mood Indigo" (Ellington, Barney Bigard, Irving Mills)  5:10
5. "Black and Tan Fantasy" (Ellington, James "Bubber" Miley) - 5:12
6. "The Twitch" - 3:11
7. "Solitude" (Ellington, Mills, Eddie DeLange) - 3:36
8. "Do Nothin' Till You Hear from Me" (Ellington, Bob Russell) - 1:55
9. "The Mooche" (Ellington, Mills) - 5:36
10. "Sophisticated Lady" (Ellington, Mills, Mitchell Parish) - 3:02
11. "Creole Love Call" - 3:56
12. "Caravan" (Ellington, Mills, Tizol) - 5:27 Bonusnummer op de cd-uitgave
13. "Wings and Things" (Johnny Hodges) - 1:59 Bonusnummer op de cd-uitgave
14. "Do Nothin' Till You Hear from Me" [alternate take] (Ellington, Russell) - 1:56 Bonusnummer op de cd-uitgave reissue
  - Opgenomen in RCA Hollywood Recording Studio B in Los Angeles, CA op 9 mei (nummers 1, 2, 9, 12 & 14), 10 mei 10 (nummers 5, 6, 10 & 11) en 11 mei 11 (nummers 3, 4, 7, 8 & 13) 1966.

## Bezetting
- Duke Ellington – piano
- Cat Anderson, Mercer Ellington, Herb Jones, Cootie Williams - trompet
- Lawrence Brown, Buster Cooper - trombone
- Chuck Connors - bastrombone
- Russell Procope - altsaxofoon, klarinet
- Johnny Hodges - altsaxofoon
- Jimmy Hamilton - tenorsaxofoon, klarinet
- Paul Gonsalves - tenorsaxofoon
- Harry Carney - baritonsaxofoon
- John Lamb - contrabas
- Sam Woodyard - drums